# Hum Dil De Chuke Sanam
Pour plus de détails, voir Fiche technique et Distribution.
Hum Dil, mon cœur est déjà pris (Hum Dil De Chuke Sanam) est un film comédie romantique indienne, réalisé par Sanjay Leela Bhansali, sorti en 1999.

## Synopsis
Sameer Rafilini (Salman Khan), de retour en Inde après s’être installé en Italie, vient pour parfaire son enseignement musical et suivre des cours de chant auprès du maître Pundit Darbar (Vikram Gokhale). Celui-ci l’accueille dans sa maison et le loge dans la chambre de sa fille, Nandini (Aishwarya Rai Bachchan), ce qui contrarie beaucoup celle-ci. Sameer et Nandini finissent néanmoins par tomber amoureux l’un de l’autre. Hélas, les projets de Pundit Darbar pour sa fille sont tout autres : il souhaite marier celle-ci avec Vanraj (Ajay Devgan), également amoureux de Nandini. Pour cela, il fait promettre à Sameer, redevable de son enseignement musical, de quitter l’Inde et d’oublier Nandini. Sameer, contraint, accepte et repart pour l’Italie. C’est donc le cœur brisé que Nandini se marie avec Vanraj qu’elle déteste…

## Fiche technique
Sauf indication contraire, les informations mentionnées dans cette section peuvent être confirmées par la base de données cinématographiques IMDb,  présente dans la section « Liens externes ».
- Titre français : Hum Dil, mon cœur est déjà pris
- Titre original : Hum Dil De Chuke Sanam
- Réalisation : Sanjay Leela Bhansali
- Scénario : Sanjay Leela Bhansali, Pratap Karvat
- Dialogues : Amrik Gill
- Direction artistique : Nitin Chandrakant Desai
- Costumes : Shabina Khan, Neeta Lulla
- Photographie : Anil Mehta
- Son : Jitendra Chaudhary
- Montage : Bela Segal
- Musique : Anjan Biswas, Ismail Darbar
- Paroles : Mehboob
- Production : Sanjay Leela Bhansali, Jhamu Sughand
- Sociétés de production : Bhansali Films, Jhamu Sughand Productions
- Sociétés de distribution : Digital Entertainment (DEI) (États-Unis), Spark Worldwide, Tip Top Entertainment (TTE) (Royaume-Uni), Columbia TriStar Home Video (États-Unis), Rezo Films (France), Pathfinder Pictures, Sony Entertainment Television Asia, STAR TV, Video Sound
- Société d'effets spéciaux : Western Outdoor
- Budget de production : 60 000 000 ₹
- Pays d'origine :  Inde
- Langues : Hindi, ourdou
- Format : Couleurs - 2,35:1 - DTS / Dolby Digital / SDDS - 35 mm
- Genre : Comédie, drame, musical, romance
- Durée : 188 minutes (3 h 08)
- Dates de sorties en salles :

- - Inde : 18 juin 1999
  - Canada : 22 septembre 2000 (Festival international du film de Vancouver)
  - Hongrie : 23 juin 2005 (Festival de film indien de Budapest)
  - Japon : 27 avril 2002
  - Maroc : 5 octobre 2003 (Festival international du film de Marrakech)
  - Pologne : 3 juillet 2007 (Filmowa Stolica Lata)
  - Royaume-Uni : 18 juin 1998

## Distribution
- Aishwarya Rai Bachchan : Nandini Durbar
- Salman Khan : Sameer Rossellini
- Ajay Devgan : Vanraj
- Zohra Sehgal : la grand-mère
- Vikram Gokhale : Pundit Durbar
- Smita Jaykar : Amrita
- Rekha Rao : Kamna
- Kenny Desai : Bhairaon
- Sheeba Chaddha : Anupama
- Kanu Gill : la mère de Vanraj
- Rajeev Verma : Vikramjeet
- Vinay Pathak : Tarun
- Helen : Mme Rosselline
- Kermati Desai : Bhairav
- Ahsan Khan : Nilesh
- Amrik Gill : Panditji

## Autour du film

### Anecdotes
- Les scènes censées se dérouler en Italie, notamment pour celles du pont, ont en réalité été tournées à Budapest, en Hongrie.
- Dans une scène, le film fait référence au titre de Miss Monde d'Aishwarya Rai.

## Musique

### Bande originale
Albums de Ismail Darbar
Tera Jadoo Chal Gayaa
(2000)
La bande originale du film est composée par Ismail Darbar. Elle contient 11 chansons. Les paroles furent écrites par Mehboob. La plupart de ses chansons furent chantées par la chanteuse de play-back Kavita Krishnamurthy, accompagnée par d'autres interprètes dont Sultan Khan, Udit Narayan et Alka Yagnik.
| 1.    | Chand Chhupa Badal Mein        | Alka Yagnik, Udit Narayan                             | 5:46 |
| 2.    | Nimbooda Nimbooda              | Kavita Krishnamurthy, Sultan Khan, Shankar Mahadevan  | 6:25 |
| 3.    | Aankhon Ki Gustakhiyan Maaf Ho | Abhijeet, Udit Narayan, Alka Yagnik                   | 5:34 |
| 4.    | Man Mohini Teri Ada            | Kavita Krishnamurthy, Vinod Rathod, Shankar Mahadevan | 2:28 |
| 5.    | Jhoka Hawa Ka Aaj Bhi          | Kavita Krishnamurthy, Mohammad Salamat                | 5:48 |
| 6.    | Dholi Taro Dhol Baaje          | Kavita Krishnamurthy, Hariharan                       | 6:16 |
| 7.    | Love Theme                     | Ismail Darbar                                         | 2:11 |
| 8.    | Tadap Tadap Ke Is Dil          | Kavita Krishnamurthy, Shankar Mahadevan               | 6:38 |
| 6.    | Albela Sajan                   | Shankar Mahadevan                                     | 3:21 |
| 7.    | Kaipoche                       | Kavita Krishnamurthy, Shankar Mahadevan               | 5:06 |
| 8.    | Hum Dil De Chuke Sanam         | Dominique, KK                                         | 6:45 |
| 54:03 |                                |                                                       |      |

### Récompenses
- Filmfare Awards 2000 : Plusieurs prix dont « Meilleur film » et « Meilleur réalisateur »

- IIFA Awards 2000 : Plusieurs prix dont « Meilleur film » et « Meilleur réalisateur »